# Enckescheiding

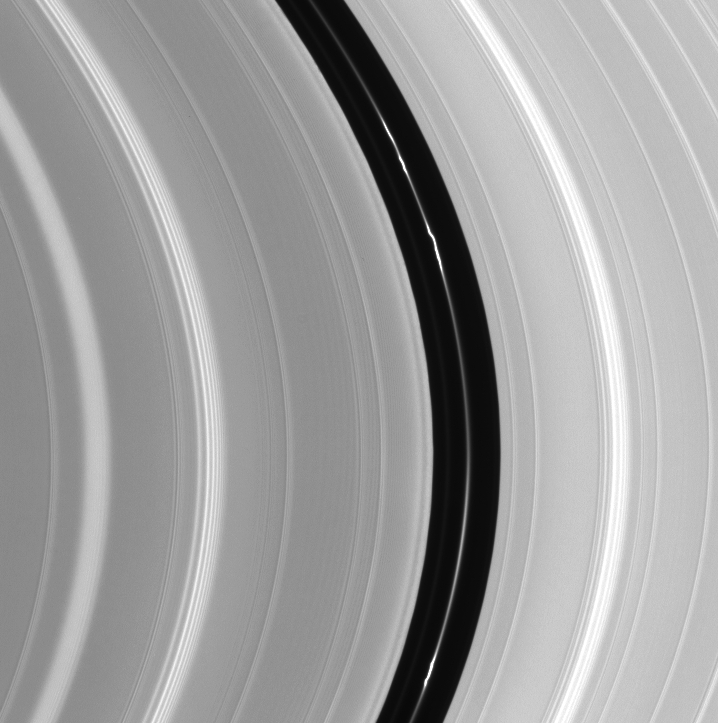
De Enckescheiding

De Enckescheiding, is een waargenomen scheiding binnen de A-ring van Saturnus die genoemd wordt naar Johann Encke.
De scheiding bevindt zich op een afstand van 133.580 kilometer vanaf het binnenste punt van Saturnus, en heeft een breedte van 325 kilometer. Binnen de scheiding bevindt zich de maan Pan.
Beelden van de Cassini-Huygens-missie toonden dat er zich een smalle, niet volledige ring in de scheiding bevindt.
Zie ook: Cassinischeiding.